# Wild Side (2004)
Wild Side ist ein französischer Spielfilm aus dem Jahr 2004, unter der Regie von Sébastien Lifshitz, mit Stéphanie Michelini, Yasmine Belmadi, und Edouard Nikitine. Das Liebesdrama um drei Entwurzelte hatte seine Premiere auf der Berlinale 2004.

## Handlung
Stéphanie, eine transsexuelle Person, lebt in einer Beziehung zu Mikhail, einem russischen Deserteur, und Djamel, dem Kind algerischer Migranten. Stéphanie und Djamel arbeiten als Sexarbeitende auf den Straßen von Paris, während Mikhail als Tellerwäscher sein Geld verdient. Als Stéphanie erfährt, dass ihre Mutter Liliane schwer krank ist und dringend Hilfe braucht, beschließt sie, gemeinsam mit Mikhail und Djamel in das Dorf zurückzukehren, das sie vor 17 Jahren als Pierre verlassen hat. In der nordfranzösischen Provinz entwickelt sich zwischen ihnen eine Art Ersatzfamilie.

## Auszeichnungen und Nominierungen
Internationale Filmfestspiele Berlin 2004
- Teddy Award 2004[2]

- Special Jury Award auf dem Gijón International Film Festival,[3]
- Grand Jury Award at L.A. Outfest
- New Director’s Showcase Award auf de  Seattle International Film Festival.[4]
- Stéphanie Michelini erhielt den Prix Michel-Simon als beste Darstellerin.[5]

## Rezeption
In der Resonanz auf Wild Side wird besonders die Kameraarbeit von Agnès Godard, der langjährigen Kamerafrau von Claire Denis, hervorgehoben. Dennis Lim in Village Voice erinnert sie an die fotografischen Arbeiten von Nan Goldin. Sie gilt als sinnlich, unmittelbar und intim. Die unkonventionelle Erzählweise von Wild Side wird positiv aufgenommen. Der Verzicht auf klare dramaturgische Verknüpfungen und eindeutige Psychologisierungen wird ausdrücklich positiv hervorgehoben. So konstatiert auch Dennis Lim, dass es Lifshitz gelingt, durch die Nutzung elliptischer Erzählung, sentimentale Klischees zu umgehen. Er erkennt eine eigene, stille Art, die ihn an Filme von Fassbinder erinnert. Hier kann Stephen Holden in der New York Times nicht mitgehen. Er meint, dass die elliptische Struktur von Wild Side den Film einem intensiven Stimmungsbild romantischer Trostlosigkeit steckenbleiben lässt.

„Ästhetisch versierter, hervorragend gespielter psychologischer Film, der den Zuschauer extrem nahe an die Figuren heranführt und an ihrem Leben und ihren Gefühlswelten teilnehmen lässt, obwohl sich das Fehlen einer stringenten Handlung auf Dauer doch bemerkbar macht.“